# Jonathan Lucroy
Jonathan Charles Lucroy (Eustis, 13 giugno 1986) è un giocatore di baseball statunitense.

## Gli inizi
Lucroy nacque a Eustis in Florida e crebbe a Umatilla, dove frequentò le scuole superiori e militò per la squadra di baseball dell'istituto. Terminato il liceo si trasferì all'università della Louisiana di Lafayette, dove frequentò tre anni e giocò per la squadra di baseball universitaria.
Il 19 aprile 2011, la scuola superiore di Umatilla ritirò il numero 6, indossato da Lucroy.

## Carriera

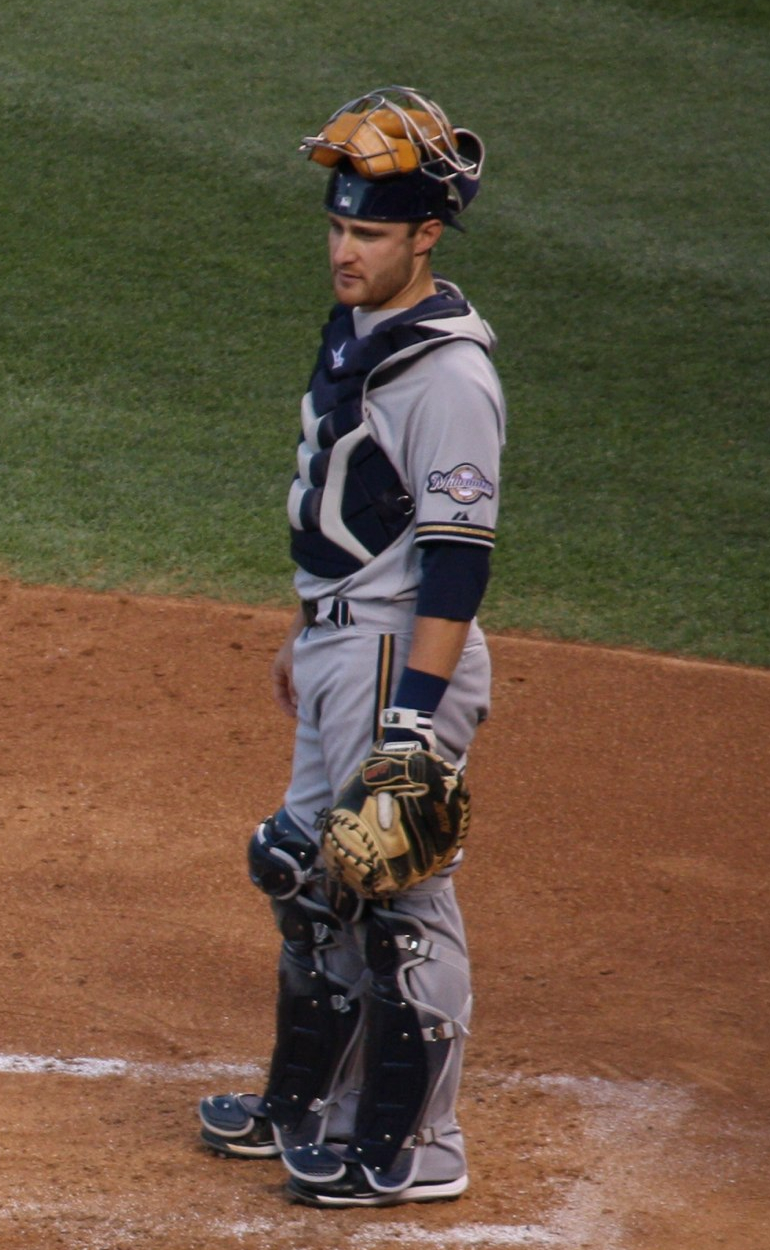
Lucroy con i Brewers nel 2011

### Milwaukee Brewers
Lucroy venne selezionato al terzo turno come 101ª scelta assoluta dai Milwaukee Brewers, durante il draft MLB 2007. Venne assegnato in classe Rookie, dove concluse la stagione. Nel 2008 giocò nella classe A e nella A-avanzata e l'anno seguente giocò interamente in Doppia-A.
Debuttò nella MLB il 21 maggio 2010 al Target Field di Minneapolis, contro i Minnesota Twins, registrando la sua prima valida. Il 25 giugno contro i Mariners, colpì il suo primo fuoricampo, un home run da tre punti. Concluse la sua stagione d'esordio con 75 presenze nella MLB, 21 nella Tripla-A e 10 nella Doppia-A.
Nel 2014 e 2016 fu convocato per l'All-Star Game. Nel 2014 inoltre fu il giocatore della MLB che realizzò il maggior numero di doppi durante la stagione con 53.

### Texas Rangers
Il 30 luglio 2016 i Brewers accettarono di scambiare Lucroy con i Texas Rangers dopo aver invocato la sua clausola di non scambio contro gli Cleveland indians. Lucroy venne scambiato assieme a Jeremy Jeffress per Lewis Brinson, Luis Ortiz e un giocatore da nominare in seguito. Il 5 settembre, venne inviato ai Brewers il giocatore Ryan Cordell per completare lo scambio.

### Colorado Rockies e Oakland Athletics
Esattamente un anno dopo, il 30 luglio 2017, i Rangers scambiarono Lucroy con i Colorado Rockies per un giocatore da nominare in seguito. Il 23 agosto venne inviato ai Rangers per completare lo scambio, il giocatore di minor league Pedro Martinez. Lucroy divenne free agent a stagione ultimata, il 2 novembre 2017.
Il 12 marzo 2018, Lucroy firmò con i Oakland Athletics per un anno e 6.5 milioni di dollari.

### Los Angeles Angels e Chicago Cubs
Divenuto free agent al termine della stagione, Lucroy firmò il 29 dicembre un contratto di un anno del valore complessivo di 3.35 milioni di dollari con i Los Angeles Angels.
Il 7 luglio 2019, Lucroy subì una commozione cerebrale e la frattura del naso a seguito dell'impatto con il corridore Jake Marisnick degli Houston Astros, mentre quest'ultimo correva sul piatto di casa base..
Il 2 agosto, gli Angels designarono Lucroy per la riassegnazione, svincolandolo il 5 agosto.
Il 8 agosto, Lucroy firmò con i Chicago Cubs. Divenne free agent a fine stagione.

### Boston Red Sox e Philadelphia Phillies
Il 19 febbraio 2020, Lucroy firmò un contratto di minor league con i Boston Red Sox. Durante la sua permanenza a Boston, venne schierato in una sola occasione per soli due inning.
Il 15 settembre 2020, Lucroy venne svincolato dalla franchigia, e lo stesso giorno, firmò un contratto di minor league con i Philadelphia Phillies. Divenne free agent al termine della stagione, senza aver disputato alcuna partita con la franchigia.

### Chicago White Sox, Washington Nationals e Atlanta Braves
L'11 febbraio 2021, venne ufficializzata la firma da parte di Lucroy di un contratto di minor league con i Chicago White Sox, ma venne svincolato dalla franchigia il 29 marzo, prima dell'inizio della stagione regolare.
Il 3 aprile 2021, Lucroy firmò un contratto di minor league con i Washington Nationals. Dopo aver disputato cinque partite in MLB, il 12 aprile, Lucroy venne designato per la riassegnazione. Il 14 aprile divenne free agent.
Il 14 maggio 2021, Lucroy firmò un contratto di minor league con gli Atlanta Braves. Venne designato per la riassegnazione il 17 luglio e  divenne free agent il 22 luglio. Concluse la stagione con 7 presenze nella MLB, cinque con i Nationals e due con i Braves.

## Nazionale
Lucroy partecipò con la nazionale Statunitense ai World Baseball Classic 2013 e 2017, conquistando in quest'ultima edizione la medaglia d'oro assieme la resto della squadra.

## Palmarès

### Nazionale
- World Baseball Classic:  Medaglia d'Oro

Team USA: 2017

### Individuale
- MLB All-Star: 2

2014, 2016
- Fielding Bible Award: 1

2014